# Grytberg
Grytberg är en by i Leksands kommun, omkring 15 kilometer öster om Leksandsnoret.
Grytberg är belägen i högläge, omkring 275 meter över havet, tämligen isolerat i skogsområdet mot Bjursåshållet tillsammans med grannbyn Hisvåla. Byn är en av Leksands minsta. Den är också en av de yngre. Första gången utmärkt med ett gårdstecken på karta 1668. I en förteckning över nattvardsgångare 1720 upptas 18 personer i Grytberg. Vid storskiftet på 1820-talet fanns 9 gårdar i Grytberg, varav dock 1/3 i själva verket var fäbodgårdar.
Byn är klassificerad som ett Riksintresse för kulturmiljövård.